# Burg Larnaka

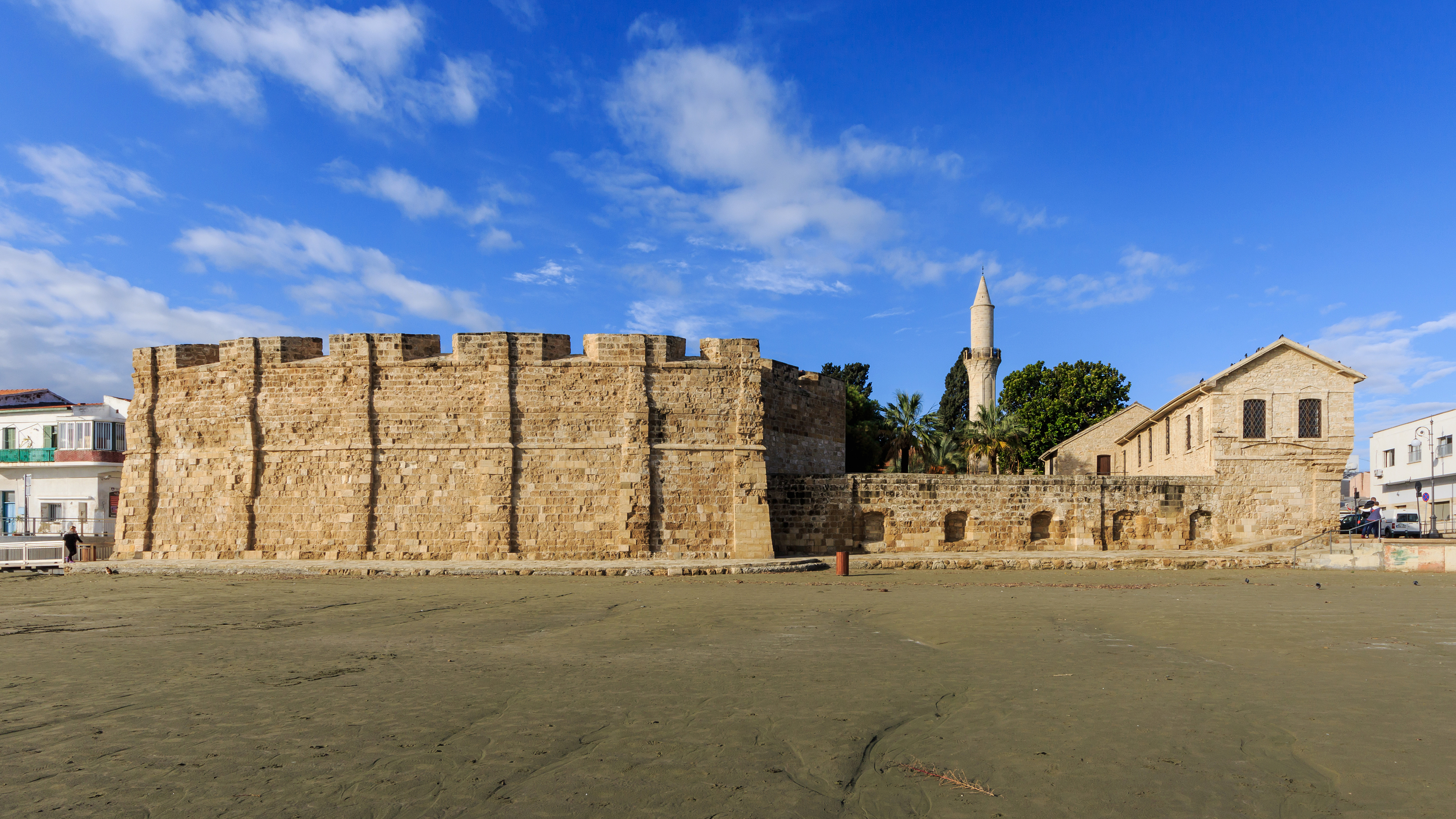
Burg Larnaca

Burg Larnaka (Griechisch: Κάστρο Λάρνακας; Türkisch: Larnaka Kalesi) ist eine Niederungsburg in Larnaka an der Südküste Zyperns. 

## Geschichte
Die Byzantiner errichteten in der Nähe des Hafens von Larnaka eine kleine Festung, archäologischen Untersuchungen rund um die Burg zufolge begann der erste Bau Ende des 12. Jahrhunderts.
Die Stadt gewann im Mittelalter an Bedeutung, nachdem die Genuesen Famagusta als Haupthafen des Landes besetzt hatten, was die Errichtung einer neuen Hafenstadt samt Burganlage erforderlich machte. Während der Herrschaft Jakobs I. zwischen 1382 und 1388 wurde die kleine byzantinische Festung in der Nähe des Hafens zu einer bedeutenderen Burg ausgebaut.
Im 18. Jahrhundert verlor die Burg an Bedeutung und wurde aufgegeben. In der ersten Hälfte des 18. Jahrhunderts berichtete Abt Giovanni Mariti, dass sich die Burg in einem halb zerstörten Zustand befände. Dennoch war hier eine Garnison stationiert. Er vermutete, dass die Burg aufgrund ihres türkischen Stils und ihrer Inschriften von den Osmanen erbaut worden sein könnte.
Während der britischen Herrschaft wurde die Burg als Gefängnis genutzt, in der ein Galgen installiert war. Die letzte Hinrichtung fand 1948 statt. Während des Zypriotischen Bürgerkriegs hielten griechische Zyprioten die Burg und nutzten sie auch als Gefängnis.
Nach der Unabhängigkeit Zyperns wurde die Burg zum Museum umgewidmet, der Schlosshof wurde in ein Freilufttheater mit 200 Plätzen umgewandelt. Das Museum präsentiert in seinem westlichen Raum Exponate aus dem frühchristlichen, byzantinischen und postbyzantinischen Zypern, im zentralen Raum werden byzantinische Wandmalereien gezeigt.